# میدان واشینگتن (فیلم)
میدان واشینگتن (به انگلیسی: Washington Square) فیلمی محصول سال ۱۹۹۷ و به کارگردانی آگنیشکا هولاند است.

## گزیدهٔ بازیگران
- جنیفر جیسن لی
- آلبرت فینی
- بن چاپلین
- مگی اسمیت
- جودیت آیوی
- جنیفر گارنر
- رابرت استانتون
- بتسی برانتلی